# Rudolf Peierls
Rudolf Ernst Peierls, född den 5 juni 1907 i Berlin, död den 19 september 1995 i Oxford i England, var en tyskfödd brittisk fysiker. 
Peierls spelade en viktig roll i Storbritanniens kärnfysiska program, men han hade också en funktion i många moderna vetenskapliga program. Han studerade på ett Rockefellerstipendium vid Cambridge University då Adolf Hitler kom till makten i hemlandet Tyskland. Han fick tillåtelse att stanna i Storbritannien och han arbetade i Manchester med ett forskningsprojekt tillsammans med andra flyktingar. År 1937  blev han professor i matematisk fysik vid University of Birmingham och 1963 professor vid University of Oxford. Peierls pensionerades 1974. Han blev kommendör av Brittiska imperieorden 1945 och adlades 1968. Peierls blev Fellow of the Royal Society 1945. Han tilldelades Royal Medal 1959, Lorentzmedaljen 1962, Max Planck-medaljen 1963, Matteuccimedaljen 1982 och Copleymedaljen 1986.